# Eduardo Torroja y Caballé
Eduardo Torroja y Caballé (Tarragona, España; 1 de febrero de 1847–Madrid, España; 14 de septiembre de 1918) a veces nombrado como Eduardo Torroja Caballé, fue un matemático español, padre de Eduardo Torroja Miret, José María Torroja Miret y Antonio Torroja Miret. Su padre fue Juan Torroja, Catedrático de Geografía e Historia. Su madre fue Josefa Caballé. Bisabuelo de la cantante Ana Torroja (vocalista del grupo de música pop Mecano). 

## Obras
- 1888 - Programa y resumen de las lecciones de Geometría descriptiva.
- 1893 - Reseña de los medios empleados por la Geometría pura actual para alcanzar el grado de generalización y de simplificación que la distingue de la antigua. Discursos leídos ante la Real Academia de Ciencias Exactas, Físicas y Naturales el día 29 de junio de 1893. Madrid, Imprenta de Luis Aguado.
- 1894 - Curvatura de las líneas en sus puntos del infinito. El Progreso Matemático, serie 1ª, tomo IV, 1894, 177-181.
- 1899 - Tratado de Geometría de la Posición y sus aplicaciones a la teoría de la medida. Madrid, G. Juste.
- 1904 - Teoría geométrica de las líneas alabeadas y las superficies desarrollables. Madrid, Imprenta Fortanet.
- 1909 - Discursos leídos ante la Real Academia de Ciencias Exacta, Físicas y Naturales en la recepción pública del Sr. D. Miguel Vegas el día 13 de junio de 1909. Madrid, Real Academia de Ciencias Exactas, Físicas y Naturales, Establecimiento Tipográfico y Editorial, 49-71.